# Vinland

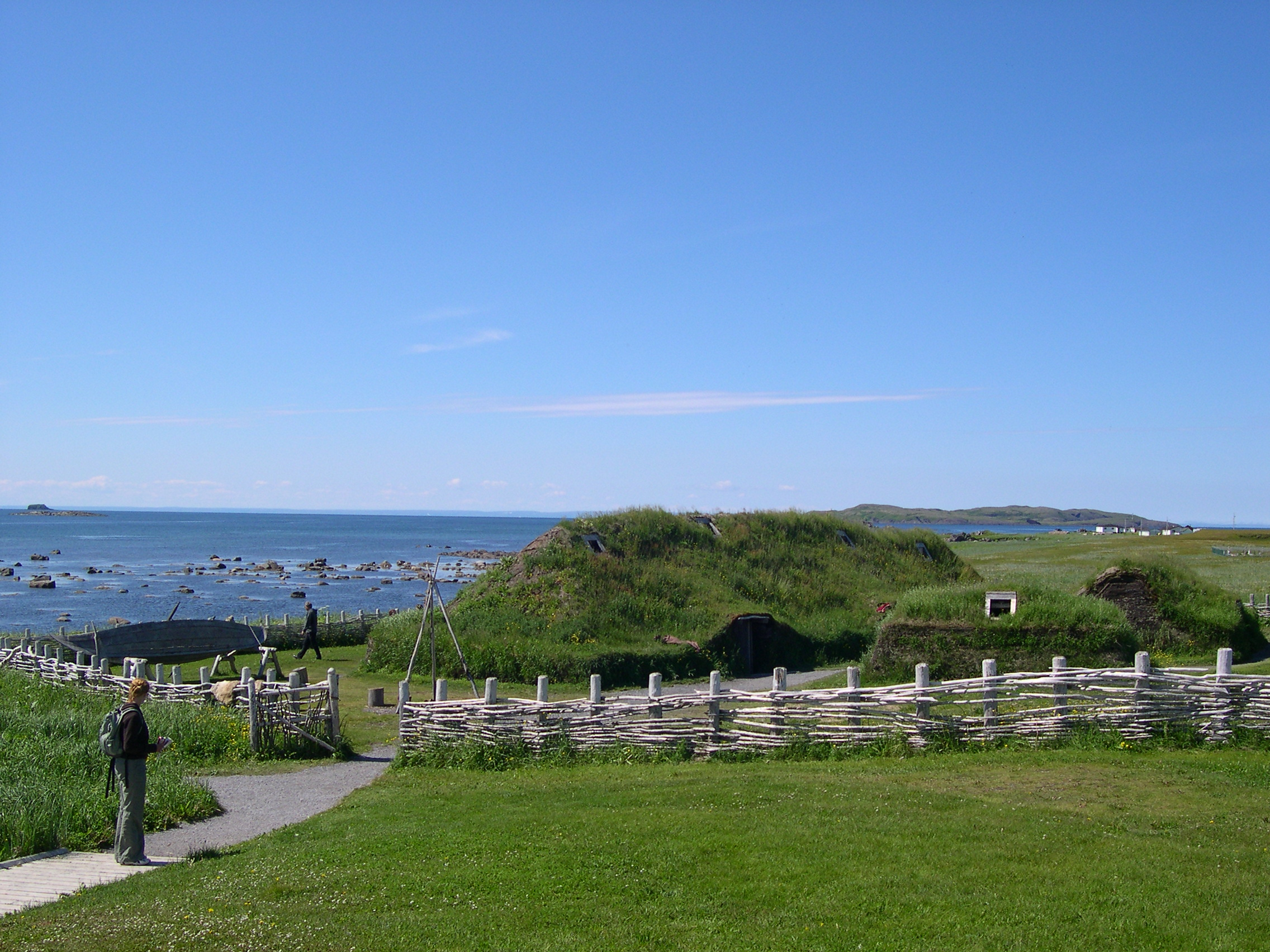
Colonia vikingilor la L'Anse aux Meadows (reconstrucție)

Vinland (în islandeză Vínland, în norvegiană și suedeză Vinland) este numele dat unui teritoriu din America de Nord, de cǎtre vikingul Leif Eriksson aproximativ în anul 1000 d.Hr. În 1960, la L'Anse aux Meadows, pe insula Newfoundland, au fost gǎsite dovezi arheologice privind existența aici a unei așezǎri timpurii a vikingilor. În prezent, teritoriul dat aparține de provincia canadianǎ Terranova și Labrador.
Explorarea de către vikingi a Americii de Nord a început cu mult înainte de Cristofor Columb, acest fapt dovedindu-se ulterior cu certitudine, dupǎ descoperirea exactă a locației așezării lor. Trebuie sǎ recunoaștem că vikingii nu fǎceau o diferențǎ între explorare și așezare în Groenlanda și Vinland și de un studiu similar în Islanda. A fost doar o continuare a patriei lor și conceptul de o altă lume a apărut doar după o întâlnire cu triburile locale (Skrælingi, strămoșii culturii Beothuk formată la circa 1500 pe insula Newfoundland), care se diferențiau în mod semnificativ de ei și de alți europeni.
În prezent oamenii de științǎ au convenit cǎ vikingii au fost primii europeni care au descoperit America de Nord, deși continentul era populat de 11.000 de ani înainte, de cǎtre popoarele indigene (i.e., nativii americani).

## Saga islandezilor

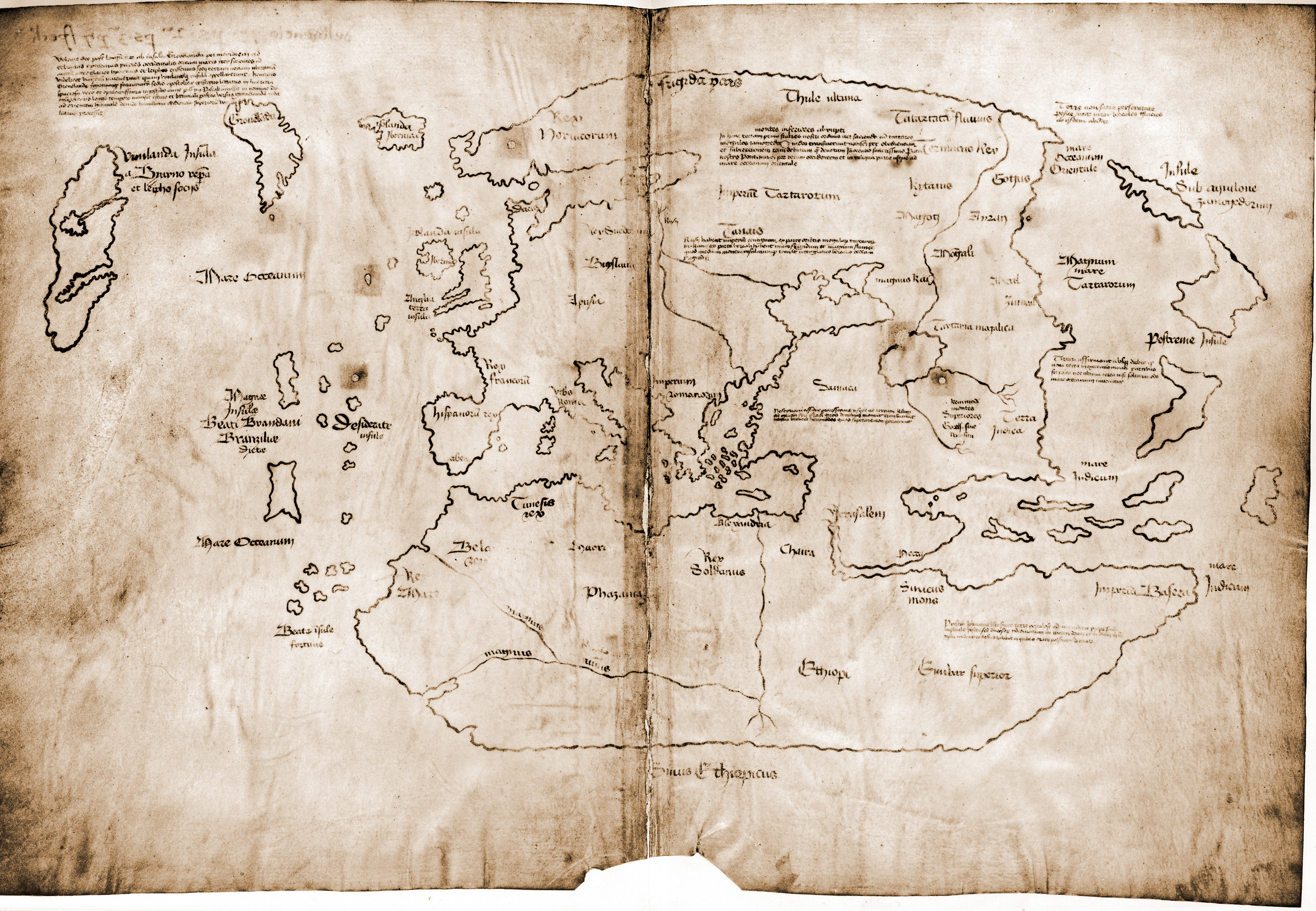
Harta tărâmului Vinland, care ar fi precedat descoperirile lui Columb în America.

În trecut, timp de decenii, s-a speculat mult asupra ideii conform căreia nu Cristofor Columb ar fi fost cel dintâi european care a ajuns în America, ci că aceasta ar fi fost descoperită de navigatorii vikingi, cu circa jumătate de mileniu înaintea lui Columb. Izvorul istoric principal al acestei îndrăznețe teorii ar fi fost două povești scandinave (i.e. saga) ce amintesc despre lungi călătorii pe ocean, spre soare-apune (la vest de Groenlanda, unde vikingii ajunseseră deja înainte de anul 1000, până la debarcarea pe un tărâm nou, numit Vinland. Localizarea miticului Vinland a dat naștere multor dispute, fiind propuse diferite locuri din lume pentru acesta dar, în vremurile recente până în prezent, s-a ajuns, în mare măsură, la un consens cu privire la adevărata locație geografică a acestuia, mai precis insula Newfoundland din Newfoundland și Labrador.

## Loc din Patrimoniul Mondial UNESCO
Situl arheologic L'Anse aux Meadows, inclus pe lista UNESCO a Patrimoniului Mondial, atrage azi vizitatorii printr-un muzeu „viu”, unde oameni îmbrăcați în costume vikinge, după „moda” de acum un mileniu, înfățișează vizitorilor crâmpeie din felul de viață al acelor temerari călători care au cutezat să înfrunte oceanul, făcându-și un nou cămin, într-un loc necunoscut, și au izbutit să reziste câțiva ani asprimii naturii și dorului de casă.

## Galerie

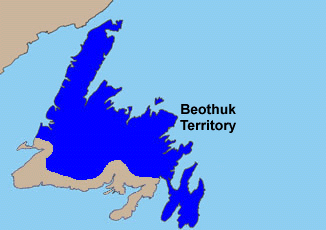
Teritoriul populației Beothuk din Newfoundland/Vinland
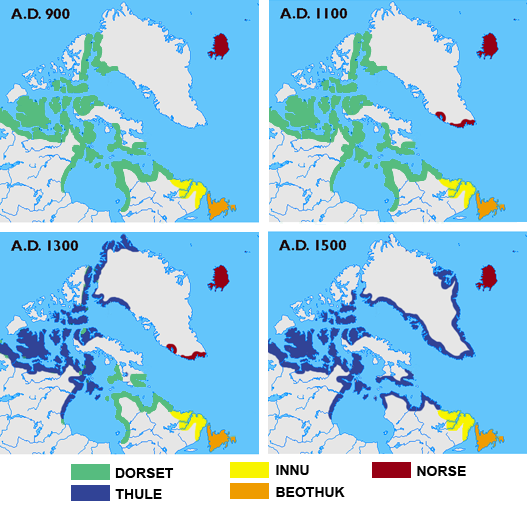
Culturi nativ americane în America de Nord de-a lungul timpului, printre care cea a populației Beothuk, marcată constant în portocaliu de la 900 până la 1500 pe tot cuprinsul insulei Newfoundland (Vinland în saga islandezilor) din provincia Newfoundland & Labrador, Canada de astăzi
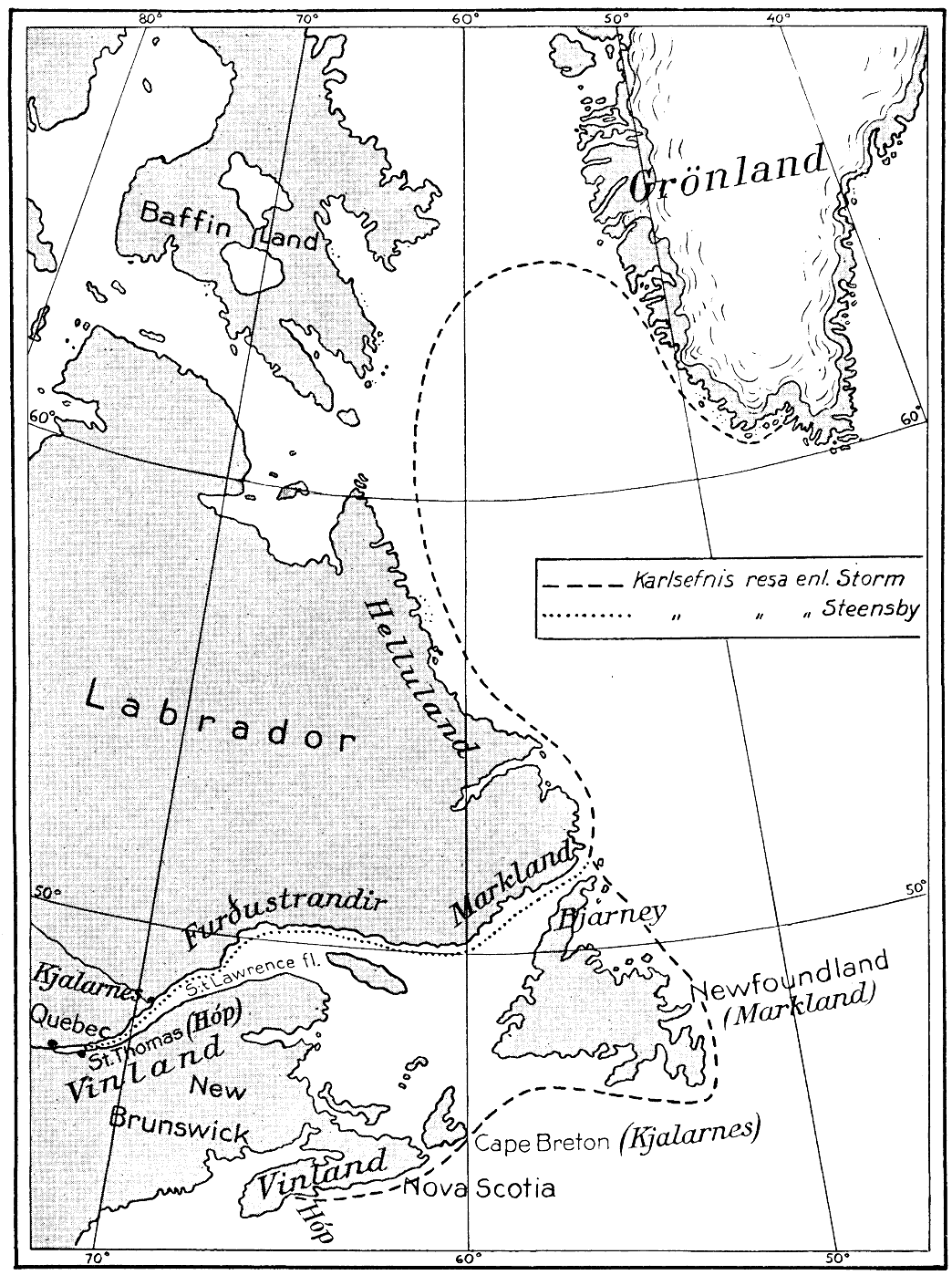
Hartă din enciclopedia suedeză Nordisk familjebok înfățișând ruta/drumul vikingilor spre Vinland (acesta din urmă fiind în mod eronat marcat în Noul Brunswick de astăzi, la sud-vest deci de Newfoundland).
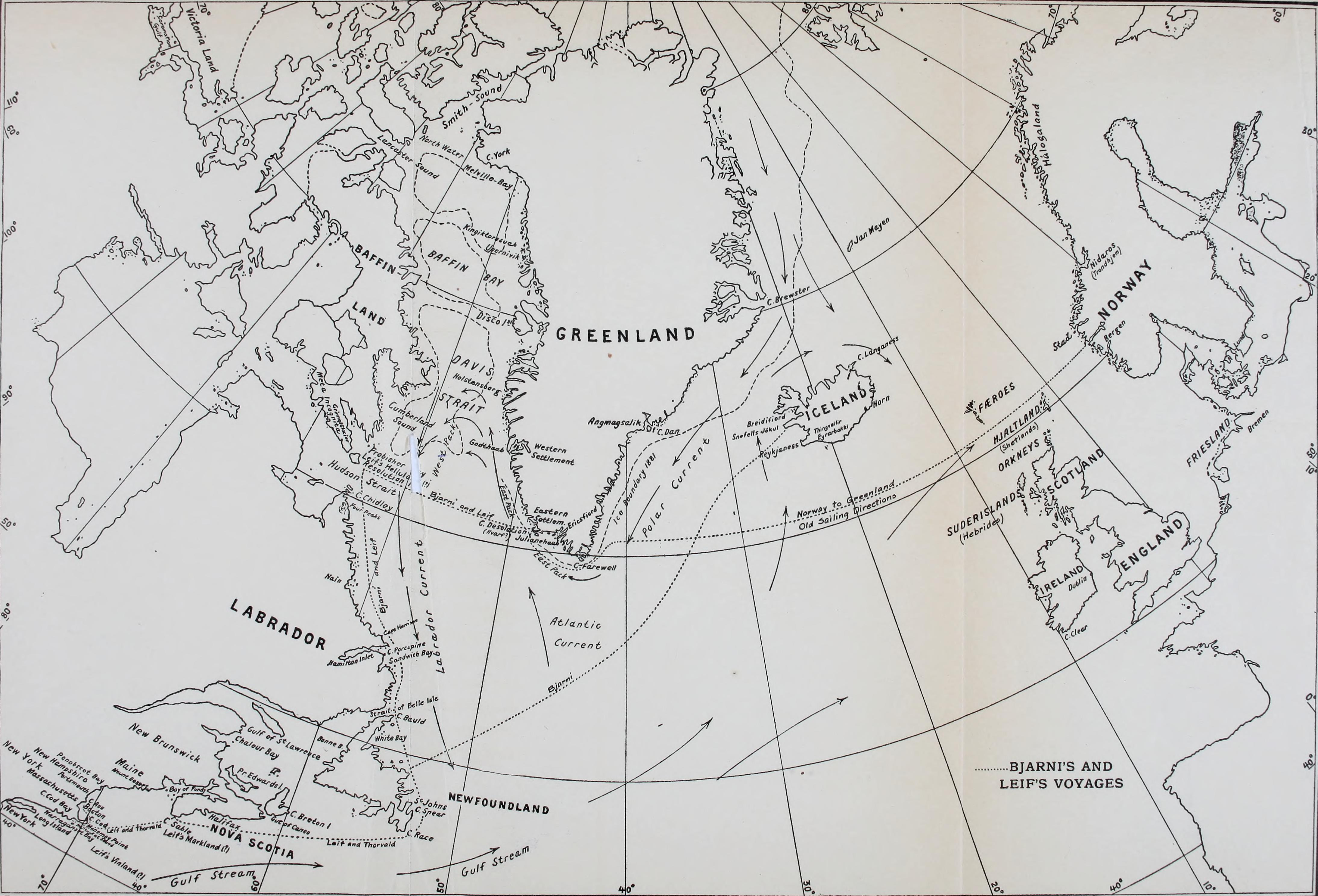
Hartă care înfățișează voiajele lui Bjarni și Leif în America de Nord
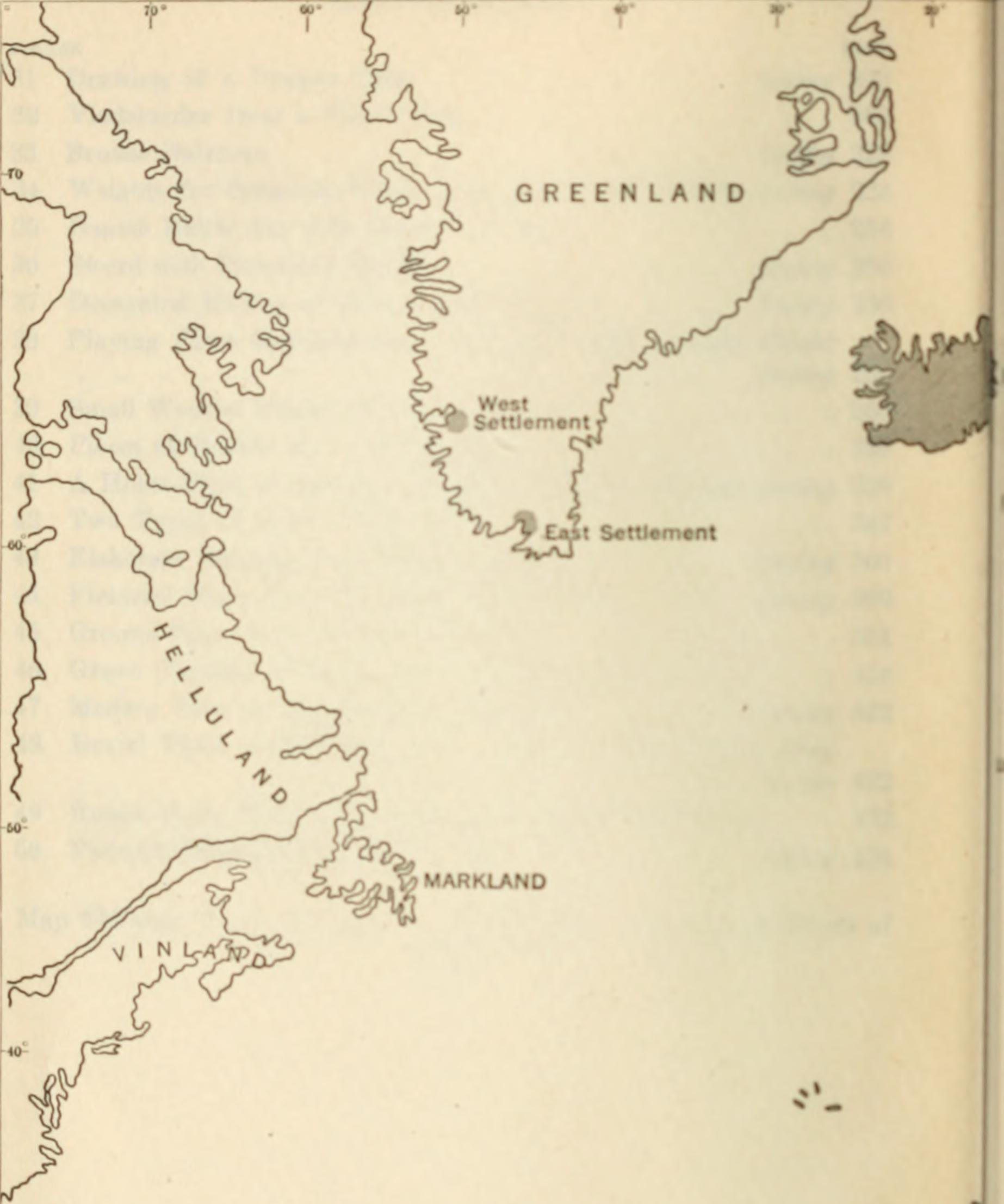
Hartă care înfățișează Vinland la sud de Newfoundland iar Markland în acesta din urmă
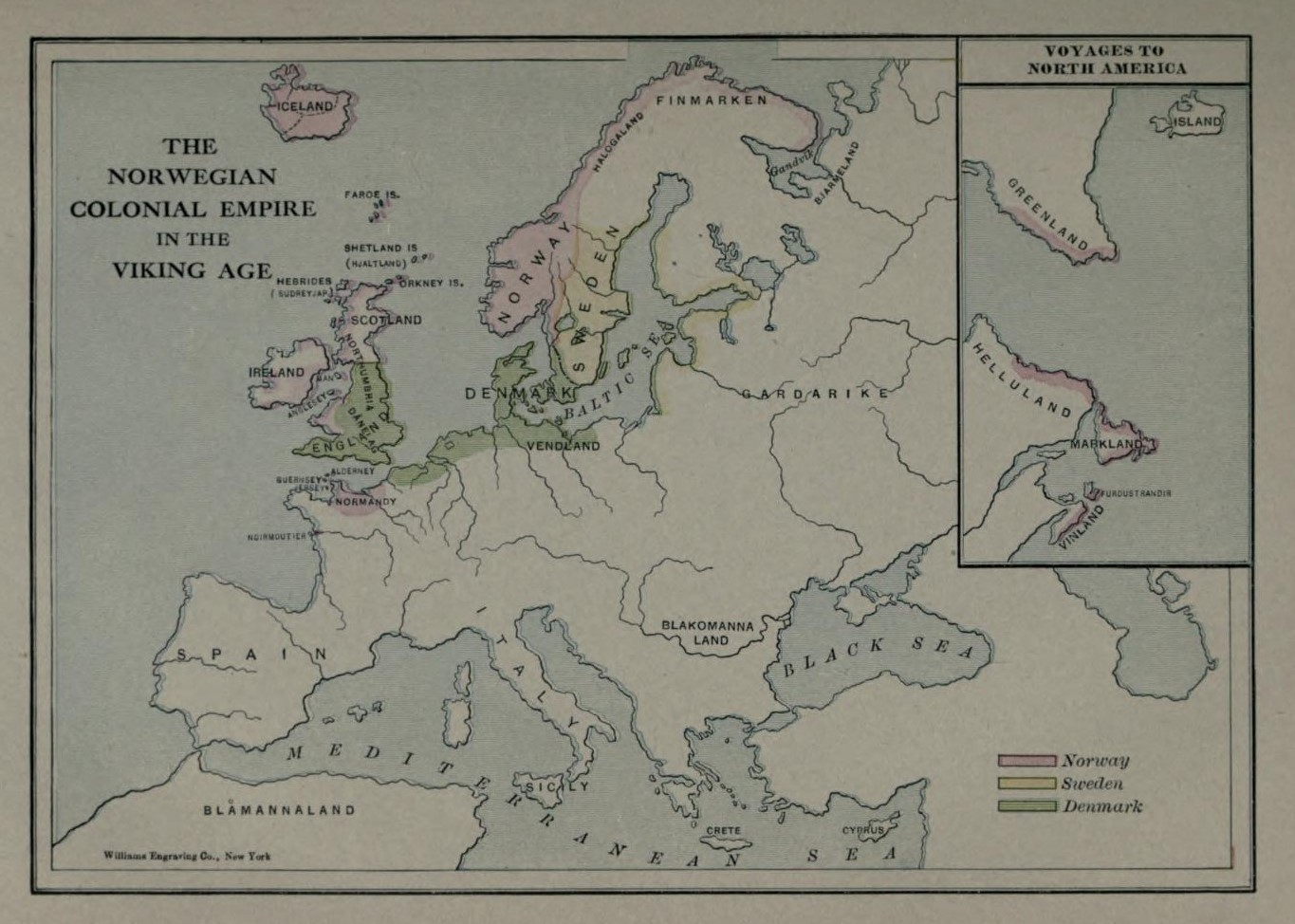
Imperiul colonial norvegian în epoca vikingă (cu voiajele din America de Nord marcate în roz într-un chenar separat de asemenea)
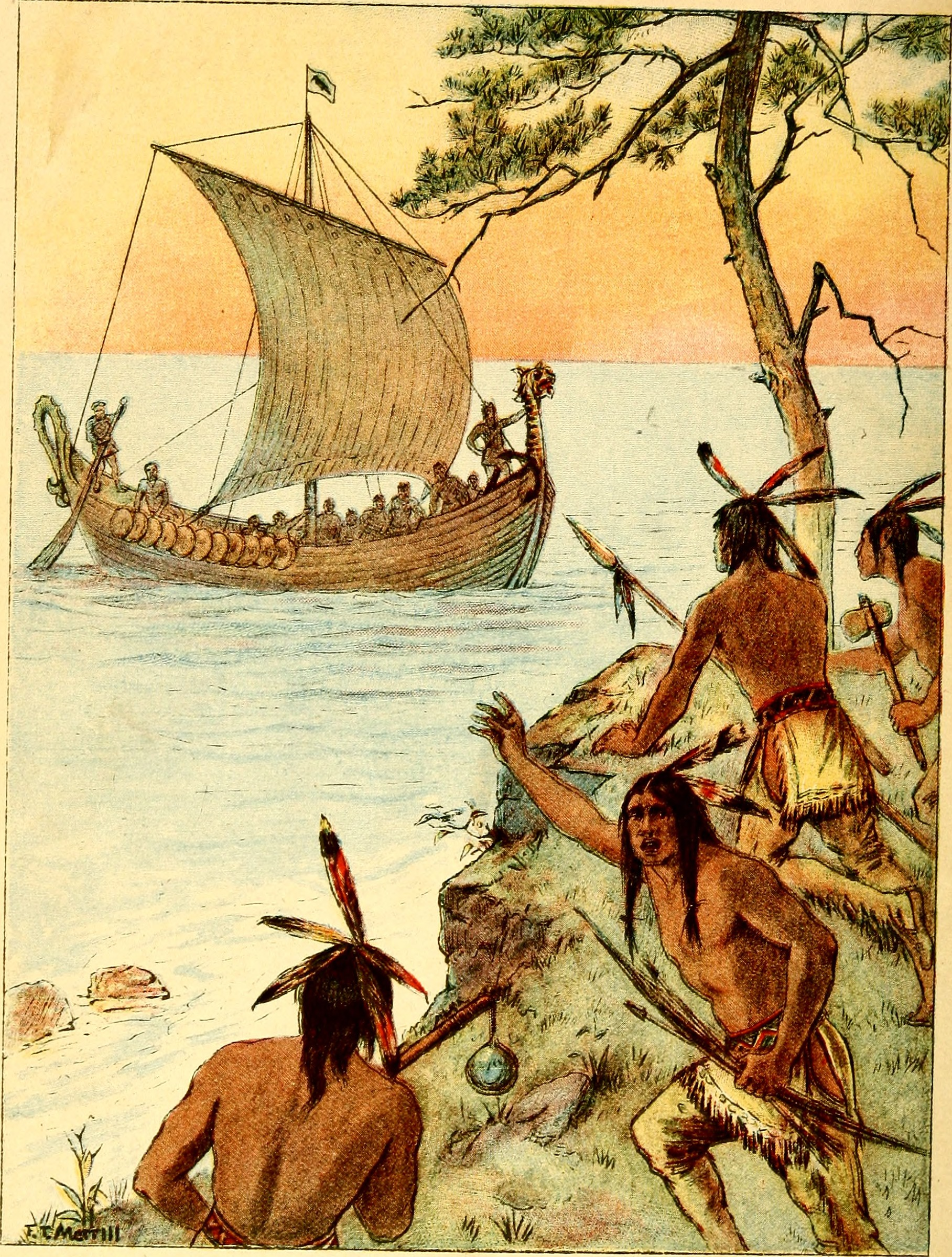
Nativii americanii întâmpinându-i pe vikingi în America de Nord, ilustrație din America's story for America's children (1900)
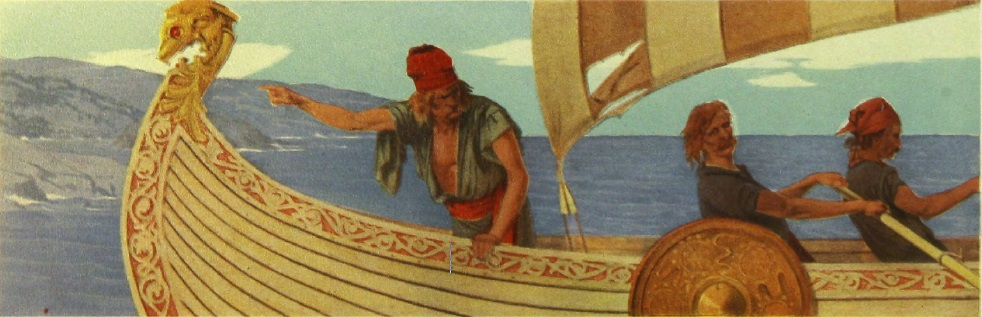
The Norse Discoverers (i.e. descoperitorii nordici/scandinavi) de F. D. Millet (1909)
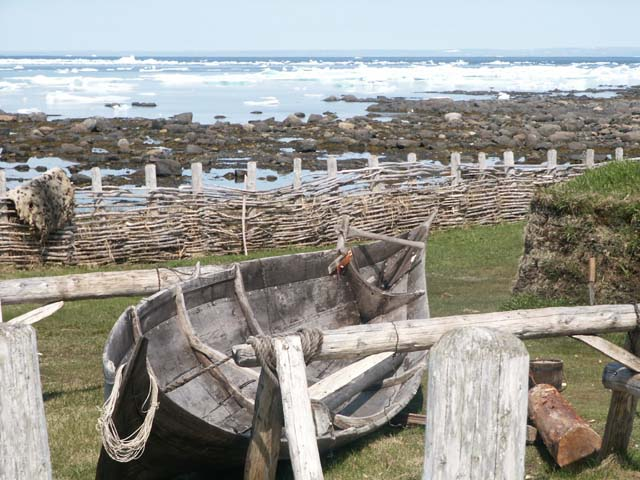
Situl arheologic viking reconstruit de la L'anse-aux-Meadows în vara lui 2002 (iunie 2002 mai precis)
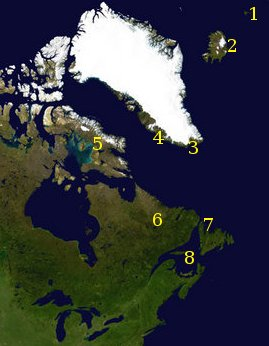
Hartă înfățișând voiajele vikingilor: 1 - Insulele Feroe, 2 - Islanda, 3 - Așezarea de est din Groenlanda (i.e. Eastern Settlement în engleză), 4 - Așezarea de vest din Groenlanda (i.e. Western Settlement în engleză), 5 - Helluland (i.e. Insula Baffin, cel mai probabil), 6 - Markland (i.e. Labrador, cel mai probabil), 7 - L'anse-aux-Meadows, Vinland/Newfoundland și 8 - Golful Sfântul Laurențiu. Sursă: fotografie NASA modificată de Tiina Toomet.